# Volací konvence
Volací konvence je v informatice schéma, jak funkce přijímá parametry a jak vrací výsledek.
Různé programovací jazyky používají různé volací konvence a podobně se mohou lišit i platformy (mikroarchitektura + operační systém). To někdy způsobuje problémy při kombinaci modulů napsaných v různých programovacích jazycích, nebo při volání operačního systému nebo API knihoven z jiného jazyka, než ve kterém jsou napsány. V těchto případech je třeba se postarat o koordinaci volacích konvencí mezi volajícím a volaným. I program napsaný v jednom programovacím jazyce může používat různé volací konvence (zvolené překladačem pro optimalizaci nebo vybrané programátorem).
Architektury mají téměř vždy více než jeden možný způsob volací konvence. S širokým využitím registrů a dalších funkcí je množství volacích konvencí větší. Navzdory tomu mají některé architektury návrhářem specifikovanou pouze jednu konvenci.